# ساکابامبا
ساکابامبا (به اسپانیایی: Sacabamba) یک منطقهٔ مسکونی در بولیوی است که در شهرداری ساکابامبا واقع شده‌است. ساکابامبا ۶۳۶ نفر جمعیت دارد.